# Фёдоров, Яков Дмитриевич
Яков Дмитриевич Фёдоров (1840—1903) — генерал-лейтенант русской императорской армии, Самаркандский губернатор.

## Биография
Родился 17 (29) ноября 1840 года. Образование получил в 1-м Московском кадетском корпусе, из которого был выпущен 16 июня 1859 года поручиком в Таврический гренадерский полк.
В 1862 году поступил в Николаевскую академию Генерального штаба, 10 марта 1863 года за успехи в науках был произведён в штабс-капитаны. В 1864 году по окончании курса в академии был причислен к Генеральному штабу и назначен в Варшавский военный округ, а 10 сентября 1865 года, с переименованием в поручики Генерального штаба, назначен старшим адъютантом штаба 3-й гренадерской дивизии; 10 ноября 1867 года перемещён на такую же должность в 3-ю гвардейскую пехотную дивизию.
С 30 августа 1872 года состоял для поручений при штабе Варшавского военного округа, а с 1 мая 1874 года был старшим адъютантом этого штаба. С 7 июня 1877 года был начальником штаба 3-й Донской казачьей дивизии, но уже 21 августа того же года был перемещён на такую же должность в 10-ю пехотную дивизию. За это время Фёдоров получил чины штабс-капитана (27 марта 1866 года), капитана (21 марта 1868 года), подполковника (30 августа 1873 года) и полковника (30 августа 1875 года).
1 ноября 1885 года получил в командование 31-й пехотный Алексопольский полк; 2 мая 1890 года, с производством в генерал-майоры, назначен начальником штаба Закаспийской области; с 10 июня 1896 года был начальником штаба Туркестанского военного округа.
28 августа 1897 года получил назначение губернатором Самаркандской области и командующим резервными и местными войсками в этой области; 2 октября 1899 года с производством в генерал-лейтенанты был уволен в отставку.
Скончался 13 (26) сентября 1903 года в Порхове.

## Награды
российские ордена:
- Орден Святого Станислава 3-й степени (1866 год)
- Орден Святой Анны 3-й степени (1870 год)
- Орден Святого Станислава 2-й степени (1874 год)
- Орден Святого Владимира 4-й степени (1878 год)
- Орден Святой Анны 2-й степени (1881 год)
- Орден Святого Владимира 3-й степени (1884 год)
- Орден Святого Станислава 1-й степени (30 августа 1893 года)
- Орден Святой Анны 1-й степени (14 мая 1896 года)

иностранные ордена:
- прусский орден Короны 2-й степени (1873)
- императорский австрийский орден Франца Иосифа (1874)
- орден Благородной Бухары (1893)
- персидский орден Льва и Солнца 1-й ст. (1895)